# Catacroptera cloanthe

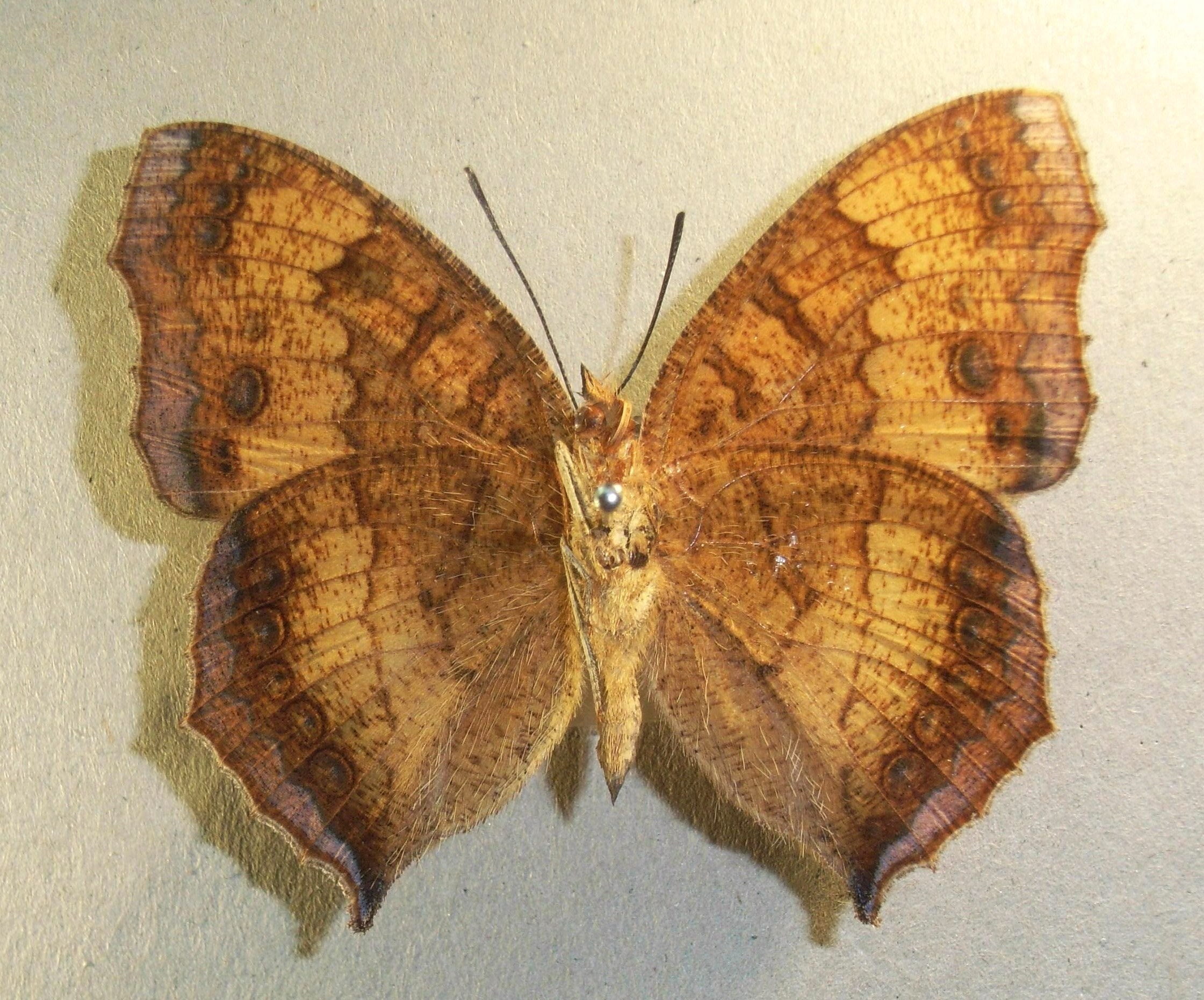
Flügelunterseite

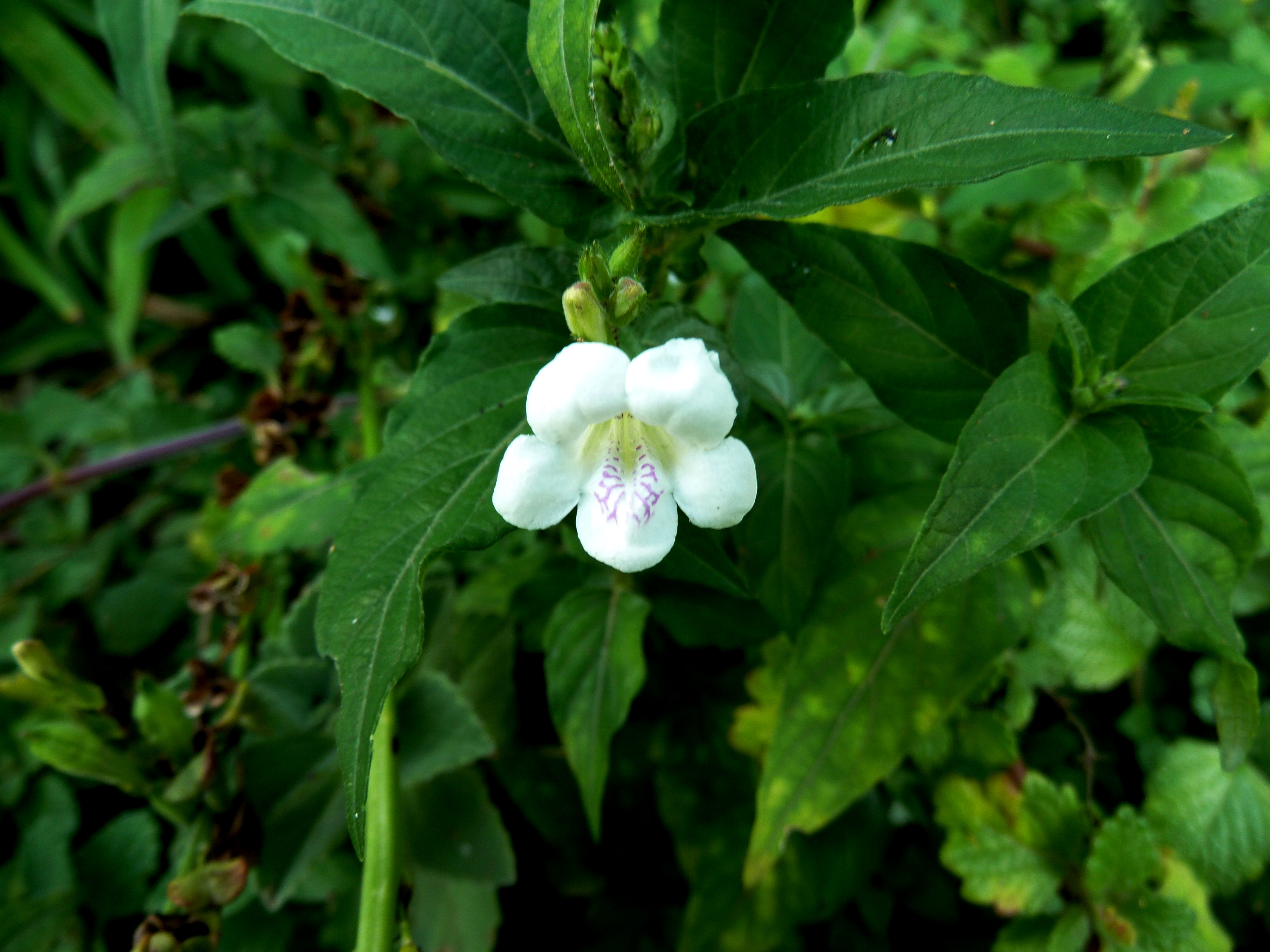
Asystasia gangetica, eine Nahrungspflanze der Raupen

Catacroptera cloanthe ist ein in Afrika vorkommender Schmetterling (Tagfalter) aus der Familie der Edelfalter (Nymphalidae).

## Beschreibung

### Falter
Die Flügelspannweite der Falter beträgt 50 bis 60 Millimeter bei den Männchen und 55 bis 62 Millimeter bei den Weibchen. Ein Sexualdimorphismus liegt nicht vor. Bei beiden Geschlechtern ist die Grundfarbe der Oberseite aller Flügel orangebraun. Vom Vorderrand der Vorderflügel erstrecken sich drei schwarze Binden bis zur Zelle. Arttypisch ist eine Reihe blauer Augenflecke, die sich sowohl auf den Vorder- als auch auf den Hinterflügeln abheben und schwarzbraun umrandet sind. Die Flügelunterseiten sind leicht gelbbraun marmoriert und schwach graubraun gestreift. Saisonbedingt treten farblich geringfügig abweichende Formen auf. Die Trockenzeitform unterscheidet sich durch eine dunkelbraune Unterseite. Am Analwinkel der Hinterflügel befinden sich sehr kurze Schwänze.

### Raupe
Ausgewachsene Raupen haben eine gelbbraune Grundfarbe, an den Seiten schwarze Querbänder und sind auf der Körperoberfläche mit verzweigten Dornen bestückt.

## Verbreitung und Lebensraum
Das Verbreitungsgebiet der Art erstreckt sich über den afrikanischen Kontinent südlich der Sahara. Im Senegal und in Kamerun ist sie durch die Unterart Catacroptera cloanthe ligata vertreten. Die Art besiedelt überwiegend Gras- und Feuchtgebiete.

## Lebensweise
Die Falter sind das ganze Jahr hindurch anzutreffen. Zur Aufnahme von Flüssigkeit, Mineralstoffen und Kohlenhydraten saugen die Männchen gerne an feuchten Erdstellen oder verletzten Bäumen. Die Raupen ernähren sich von den Blättern der zu den Akanthusgewächsen (Acanthaceae) zählenden Pflanzenarten Asystasia gangetica, Ruellia cordata und Justicia protracta, in Tansania auch von Seidenpflanzen (Asclepias).